# Моара-Влесієй
Моара-Влесієй (рум. Moara Vlăsiei) — село у повіті Ілфов в Румунії. Адміністративний центр комуни Моара-Влесієй.
Село розташоване на відстані 24 км на північний схід від Бухареста, 122 км на південний схід від Брашова.

## Населення
За даними перепису населення 2002 року у селі проживала 4151 особа, з них 4144 особи (99,8%) румунів. Рідною мовою 4148 осіб (99,9%) назвали румунську.